# Beit Sawa
Beit Sawa (tiếng Ả Rập: بيت سوا; cũng đánh vần Bayt Sawa) là một ngôi làng ở miền nam Syria, thuộc khu vực hành chính của quận Markaz Rif Dimashq thuộc Tỉnh bang Dimashq, nằm ở phía đông Damascus. Các địa phương gần đó bao gồm Hammurah và Saqba ở phía nam, Arbin ở phía tây, Mesraba và Douma ở phía bắc. Theo Cục Thống kê Trung ương Syria (CBS), Beit Sawa có dân số 6.249 người trong cuộc điều tra dân số năm 2004.

## Lịch sử
Theo nhà sử học Irfan Shahid, người chuyên về lịch sử Byzantine, có thể Beit Sawa là địa điểm của tu viện Damascene của Sawa al-Haykal. "Haykal" dùng để chỉ một tòa nhà tôn giáo, như một ngôi đền hoặc tu viện, nơi những người tị nạn và những người gặp khó khăn khác có thể tìm thấy sự an toàn.
Ngôi làng được nhà thơ Umayyad -era Ubayd Allah ibn Qays al-Ruqayyat tham khảo trong một câu thơ. Beit Sawa được nhà địa lý người Syria Yaqut al-Hamawi đến thăm vào những năm 1220, lưu ý rằng Beit Sawa là "một ngôi làng của Damascus".
Vào cuối thế kỷ 18, các trang trại của Beit Sawa là một phần của tài sản tôn giáo chính (waqf) của các gia đình ashraf ở thành phố Hama phía bắc Syria. Quỹ tài trợ thuộc về Abd al-Qadir Kaylani, một học giả và doanh nhân địa phương từ Hama, người đã chết năm 1744.
Trong cuộc nổi dậy Syria hiện tại bắt đầu vào năm 2011, Beit Sawa và các cánh đồng Hammurah gần đó, đã bị quân đội Syria trải qua pháo kích liên tục trong ba ngày từ 30 tháng 6 đến 2 tháng 7 năm 2012.
Vào ngày 7 tháng 3 năm 2018, quân đội Syria đã bắt được Beit Sawa.